# 土牛客家文化馆
土牛客家文化館是一間位於臺灣臺中市石岡區的博物馆，主建物為土牛劉屋老夥房。

## 历史
最初，博物館建築的主人是一戶姓刘家庭。1999年9月21日，建築因為921大地震而倒塌。之后，刘氏家族向政府申请补贴來重建倒塌的建筑。刘氏家族的後裔也幫忙籌集了其餘的重建费用。經過六年的重建后，建築的原本设计和外观經過重建後被完整的還原了。大樓于2006年5月9日建築再次對外開放，並且命名为土牛客家文化館。

## 建築設計
博物馆主要由主要大厅和四个展厅组成，包括一个展示客家文物和历史文件的展厅。博物馆主要大厅中间的祖先神龛是由几个水平状的阶梯组成。四个主要的展厅分别讲述了劉氏族在石岗的故事、介绍了石岗和客家巴音音乐、并对台湾不同的地区的客家人的生活文化进行了一些比较。博物館也有一棵面包果树。尽管发生了几次大地震，但这棵巨大的树木仍非常坚固，屹立不倒。博物館也有一個半月型的池塘，旁邊包圍鹅卵石路面。博物馆参观者可以體驗客家日常生活以及參與傳統的客家仪式。博物馆占地面积约7000多平方米，是台湾第一个“生活文化博物馆”。建筑本身也展示了許多典型客家建築的特色，如红砖白墙以及装饰屋顶雕塑。

## 交通
博物館的訪客可以從臺灣鐵路管理局豐原車站或者台灣高鐵高鐵台中站，轉乘公車直達博物館。